# حيرام غريغوري بيري
حيرام غريغوري بيري (بالإنجليزية: Hiram Gregory Berry)‏ هو ضابط وسياسي أمريكي، ولد في 27 أغسطس 1824 في الولايات المتحدة، وتوفي في 2 مايو 1863 في نفس البلد. انتخب عضو مجلس نواب مين.